# Salix cana
Salix cana — вид квіткових рослин із родини вербових (Salicaceae).

## Морфологічна характеристика
Це невелике дерево від 2 до 5 метрів заввишки.

## Середовище проживання
Ендемік Мексики. Розташована в межах Pinus-Quercus лісу, а також у хмарних лісах з Abies. Росте на висотах 2600–3500 метрів.

## Загрози
Таксону потенційно загрожує зміна клімату, а також незаконна вирубка лісу, перетворення на пасовища для великої рогатої худоби та, меншою мірою, але також завдає серйозного впливу, перетворення на сільськогосподарські культури, розширення міст і лісові пожежі.